# Limnosbaena finki
Limnosbaena finki is een bronkreeftjessoort uit de familie van de Halosbaenidae. De wetenschappelijke naam van de soort is voor het eerst geldig gepubliceerd in 1969 door Mestrov & Lattinger-Penko.